# Alliatinella
Alliatinella es un género de foraminífero bentónico de la subfamilia Alliatininae, de la familia Robertinidae, de la superfamilia Robertinoidea, del suborden Robertinina y del orden Robertinida. Su especie tipo es Alliatinella gedgravensis. Su rango cronoestratigráfico abarca desde el Plioceno hasta la Actualidad.

## Clasificación
Alliatinella incluye a las siguientes especies:
- Alliatinella differens
- Alliatinella gedgravensis
- Alliatinella panayensis